# Goigs dels Ous
Els Goigs dels Ous és una tradició popular a tot el Conflent i parts del Rosselló (Catalunya Nord), on cors fan cercaviles a la recerca dels "ous". Aquests són cistelles de vímet que contenen dolços, normalment xocolate, o tradicionalment ous, i que s'abaixen des dels balcons de les cases de cada vila mitjançant una corriola, en bescanvi per les cançons tradicionals, o goigs, que canta el cor. Aquesta festa ocorre a Pasqua (la data va canviant entre març i abril cada any), i transcorre durant el matí. Els coristes porten vestimenta tradicional catalana. Solen tenir un alt contingut de forasters, en especial nord-europeus, que tanmateix canten les cançons íntegrament en català.